# Porter (Minnesota)
Porter è un comune degli Stati Uniti d'America, situato nello Stato del Minnesota, nella Contea di Yellow Medicine.

## La storia
Porter fu edificata nell'ottobre 1881, quando la ferrovia Winona e St. Peter fu estesa fino a quel punto. Il nome è stato dato a L. C. Porter, proprietario di un mulino e primo abitante. Un ufficio postale è in funzione a Porter dal 1882. Porter è stata incorporata il 16 febbraio 1898.

## Geografia
Secondo l'Ufficio del censimento degli Stati Uniti, la città ha un'area totale di 1,998 miglia quadrate (5,17 km2), tutte di terra. La città è attraversata dal ramo nord del fiume Yellow Medicine.